# Gerberga van Gleiberg
Gerberga van Gleiberg (ca. 970 - na 1036) was een dochter van Herbert van de Wetterau en Irmtrud van Avalgau (957 - 1020).
Zij trad in huwelijk met Hendrik van Schweinfurt. Hendrik en Gerberga kregen de volgende kinderen:
- Otto III van Zwaben
- Eilika van Schweinfurt (ca. 1005 - 10 december ca. 1059), gehuwd met Bernhard II van Saksen
- Judith van Schweinfurt
- mogelijk Burchhard (ovl. 18 oktober 1059), 1036 bisschop van Halberstadt (stad), kanselier van Koenraad II de Saliër
- mogelijk Hendrik (ca. 995 - 1043), graaf aan de Pegnitz, aan de Boven-Naab en aan de Altmühl. Hij nam in 1040 deel aan een expeditie naar Bohemen en had veel conflicten met de bisschop van Eichstätt. Gehuwd met een dochter van Kuno van Altdorf (ca. 980 - na 1020).